# 建明 (西燕)
建明（けんめい）は、五胡十六国時代、西燕の君主慕容凱の治世で使用された元号。386年3月。

## 西暦・干支との対照表
| 建明 | 元年  |
| 西暦 | 386年 |
| 干支 | 丙戌  |